# Andreas Surbeck
Andreas Surbeck (* 3. Oktober 1959 in Lahr/Schwarzwald) ist ein ehemaliger deutscher Hochspringer.
1983 wurde er Dritter bei der Deutschen Hallenmeisterschaft und Sechster bei den Leichtathletik-Halleneuropameisterschaften in Budapest.
Andreas Surbeck startete von 1979 bis 1981 für die LG Offenburg und ab 1982 für den VfL Sindelfingen. Von 1980 bis 1985 trat er sechsmal im Nationaltrikot an.

## Persönliche Bestleistungen
- Hochsprung: 2,24 m, 29. August 1982, Stuttgart
  - Halle: 2,27 m, 12. Februar 1983, Sindelfingen